# Вторгнення Ізраїлю до Сирії (2024)
Вторгнення Ізраїлю до Сирії в 2024 році — інтервенція Армії оборони Ізраїлю (ЦАХАЛ) в прикордонні райони Сирії після краху уряду Асада . Операція стала першим за 50 років випадком, коли ізраїльські війська перетнули сирійський кордон після укладання угод про припинення вогню 31 травня 1974 року в результаті війни Судного дня.

## Передумови
Наприкінці листопада 2024 року сирійська опозиція розпочала наступ на позиції урядових військ САР на північному заході провінції Алеппо, подолавши за 11 днів всю територію країни, опозиційні угруповання захопили Дамаск і скинули режим Башара Асада.
Тим часом регіон Голанські висоти на півдні Сирії, які були окуповані Ізраїлем ще в 1967 році, не були включений безпосередньо в внутрішнє протистояння. Однак 8 грудня Прем'єр-міністр Ізраїлю Беньямін Нетаньягу заявив, що Ізраїль для забезпечення своєї безпеки має намір застосовувати силу і почав просуватися в районі Голанських висот.

## Хід подій

### Наземний наступ

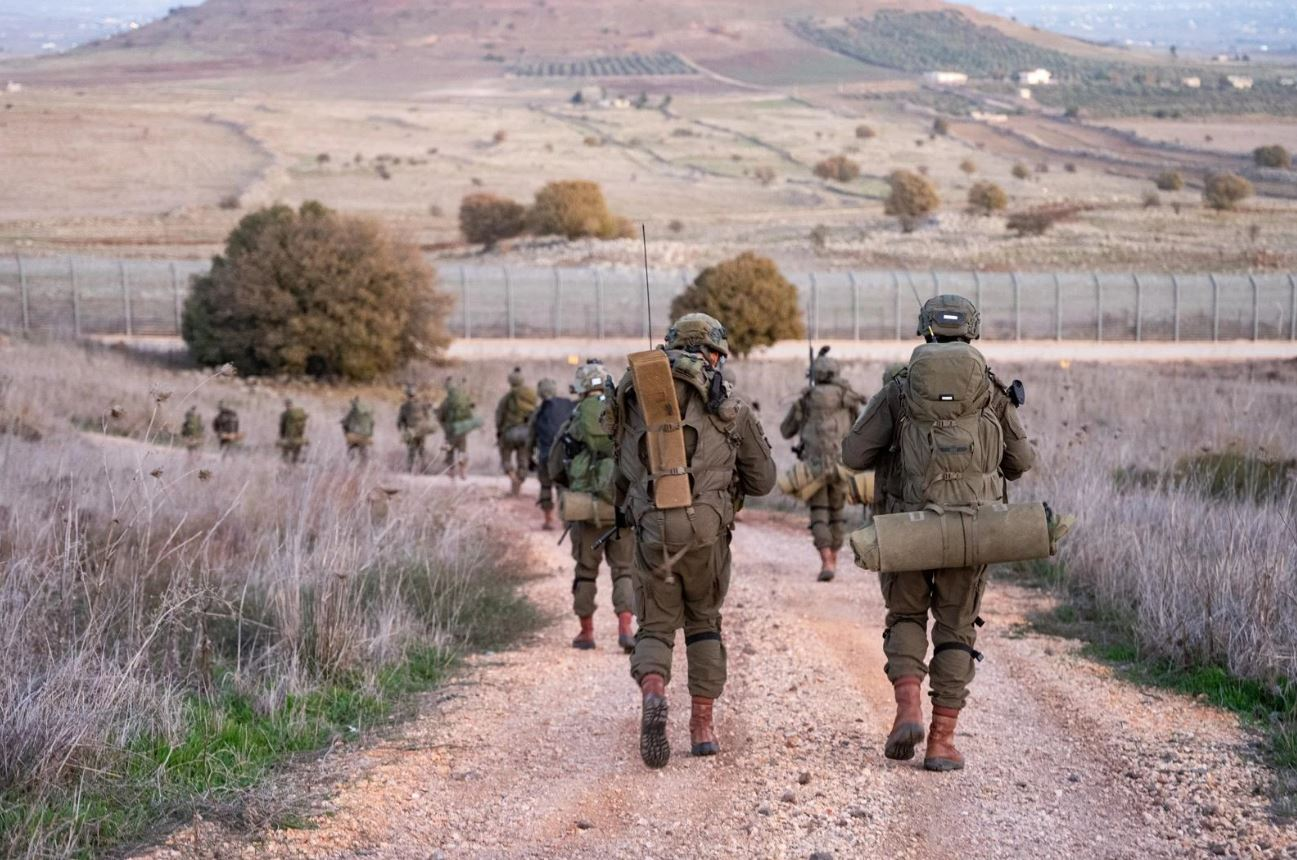
Ізраїльські солдати перетинають лінію припинення вогню на Голанських висотах, грудень 2024 року

8 грудня 2024 року в ЦАХАЛ повідомили, що ізраїльські бронетанкові підрозділи перетнули лінію розмежування на Голанських висотах. Армія оборони Ізраїлю заявила, що вони розпочали операцію з метою зміцнення кордону із Сирією шляхом встановлення контролю над буферною зоною.
Військовий наступ поширився на провінцію Ель-Кунейтра і значні сили увійшли до міста Хан-Арнабе. Ізраїльська армія значно посилила свою присутність у встановленій буферній зоні. Сирійські ЗМІ повідомили, що ізраїльські війська увійшли до центру міста Аль-Баас. ВПС Ізраїлю атакували в Сирії завод з виробництва хімічної зброї, а також завдає ударів по військових базах колишніх ЗС Сирії. Увечері ізраїльські ВПС провели авіаудари по дослідницькому центру в Дамаску, а також авіабазу Меззе.
Рано вранці 9 грудня 2024 року Ізраїль завдав кілька авіаударів по провінціях Дараа і Сувейда на півдні Сирії. Повідомлялося, що шість авіаударів було завдано по авіабазі на північ від Сувайди, в той час як кілька інших були спрямовані на склади боєприпасів у Наві та сільській місцевості Дараа . Увечері ЦАХАЛ почав завдавати ударів по «військово-морських об'єктах» у порту Латакія , а також по ймовірному центру виробництва хімічної зброї в Барзі, завдавши два авіаудари . Також повідомлялося, що Ізраїль завдав удару по аеропорту Камішлі на півночі Сирії .
Протягом 9 грудня Ізраїль здійснив близько 200 авіаударів по об'єктах в Сирії, включаючи Дамаск, Дараа, Латакію і Хаму. Під час авіаударів було знищено десятки винищувачів і гелікоптерів на першій фазі і весь сирійський військово-морський флот на другій.  Високопоставлений ізраїльський чиновник заявив, що авіаудари «триватимуть найближчими днями» .

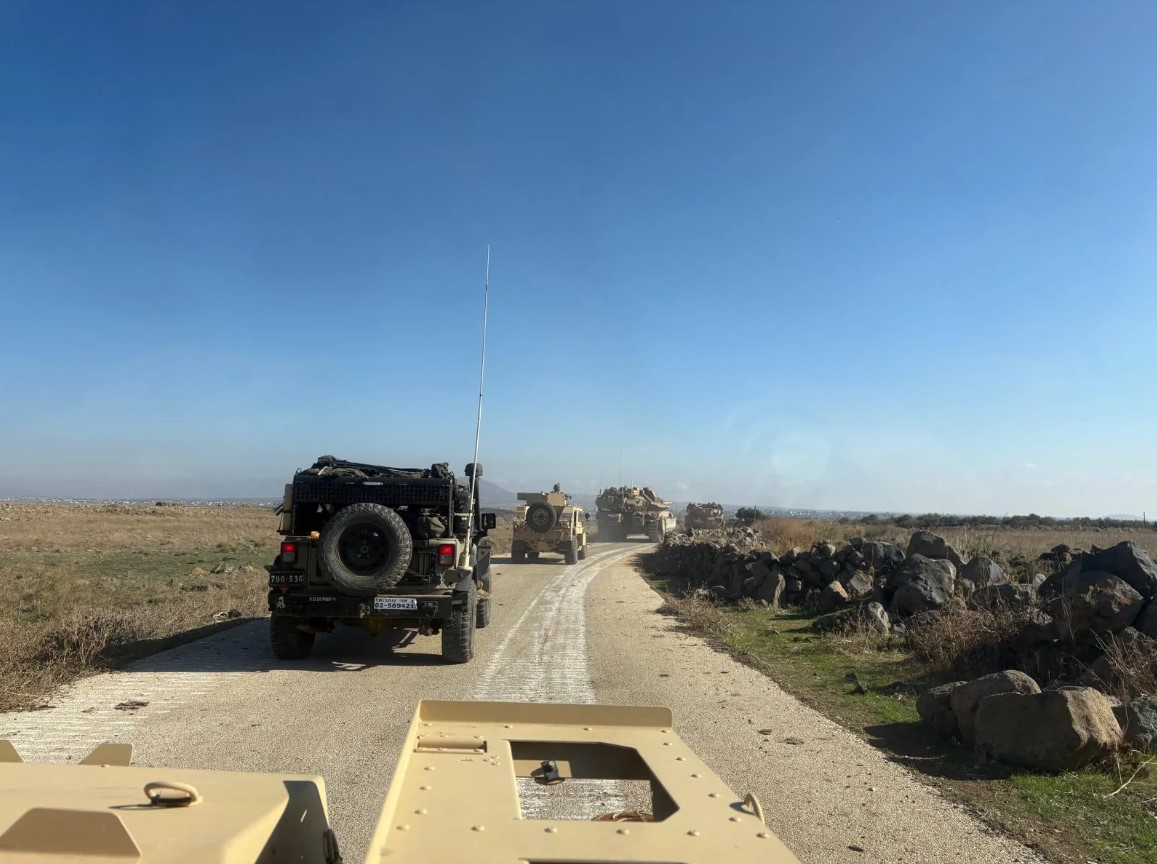
Ізраїльські танки вїзжають до Сирії

11 грудня ортодоксальні євреї ХаБаДу розповсюджували Танію, центральний релігійний текст Хабаду, з легкої вантажівки на сирійській землі, біля підніжжя гори Хермон, на невеликій відстані на схід від «пурпурової лінії».
12 грудня сирійські жителі Хадера, Хамідії та Умм-Батни в провінції Кунейтра були змушені покинути свої будинки після того, як ЦАХАЛ увійшов туди на військовій техніці, а згодом ізраїльські війська провели зондування Умм-Батни по всій її території.
12-13 грудня сирійські джерела повідомили, що ізраїльські сили провели офіційні зустрічі з представниками місцевої громади в районі басейну Ярмук на південному заході провінції Дараа, використовуючи гучномовці і низьколітаючий дрон для трансляції повідомлень із закликами до зустрічей і вимогами. За повідомленнями, ізраїльські військові сформулювали конкретні вимоги безпеки для місцевого населення, включаючи здачу всієї зброї в селі, дотримання правил проведення обшуків у будинках і заборону збройного опору будь-яким військовим операціям. Сирійські джерела також стверджують, що ізраїльські війська використовували гучномовці, щоб попередити жителів цього району про необхідність евакуації з їхніх будинків.
15 грудня Ізраїль спробував виселити кілька сирійських сіл на нещодавно окупованій частині Голанських висот.  Після того, як жителі відмовилися, Ізраїль почав руйнувати електричні та водопровідні мережі в селах, щоб спробувати примусово виселити їх. Ізраїльський уряд також заявив, що розширить ізраїльські поселення на Голанських висотах. Нетаньяху оголосив про плани подвоїти населення Голанських висот у своїй заяві 15-го числа, заявивши, що Ізраїль продовжить утримувати їх і що «зміцнення Голан - це зміцнення Держави Ізраїль».
17 грудня Нетаньяху зустрівся з міністром оборони Ісраелем Кацом, начальником Генерального штабу Герці Га-Леві, командувачем Північного командування Орі Гордіном і главою Шабак Ронен Бар на сирійській стороні гори Хермон, де вони провели брифінг з питань безпеки і відвідали аванпости на саміті. Під час відеозвернення, знятого на саміті, Нетаньяху заявив, що ЦАХАЛ залишиться в Сирії «до тих пір, поки не буде знайдено інше рішення, яке забезпечить безпеку Ізраїлю».
18 грудня повідомлялося, що понад 100 сирійських сімей були примусово вигнані з Голанських висот ізраїльськими військовими. Свідки описують, що ізраїльські солдати відкривали вогонь по них і по їхніх будинках. Миротворці Організації Об'єднаних Націй знімають ізраїльські прапори на нещодавно окупованій території.
19 грудня повідомлялося, що ізраїльські військові перешкоджають сирійським фермерам в Маар'ї отримати доступ до своїх полів.
20 грудня ізраїльські військові окупували ще два сирійських села, Джамлу і Маарабу, згодом були обстріляні сирійці, які протестували проти ізраїльської окупації.
25 грудня ізраїльські військові відкрили вогонь по протестувальниках у сирійських селах Сувейса і Дівайя Аль-Кабіра в провінції Кунейтра.
30 грудня ізраїльські війська увійшли до Мадінат аль-Баас і провели обшуки в місцевих адміністративних установах.

### Авіаудари
8 грудня 2024 року Військово-повітряні сили Ізраїлю провели цілеспрямовані операції проти об'єктів зберігання зброї, які Ізраїль вважає стратегічними загрозами, по всій південній Сирії, щоб запобігти їх потраплянню до рук опозиційних сил. Ізраїльські офіційні особи стверджували, що цілі включали невеликі запаси хімічної зброї, в основному іприту і VX, батареї, обладнані радарами, машини ППО і запаси ракет 9К72 «Ельбрус». «Білі каски» написали наступне: «під час гасіння пожежі не було виявлено жодних ознак незвичних токсичних випарів, а серед цивільного населення не спостерігалося випадків задухи». Також повідомляється, що Ізраїль завдав авіаударів по штаб-квартирах сирійської розвідки і митниці, а в місцях їхнього розташування в Дамаску пролунали вибухи. Пізніше Ізраїль також здійснив потужний обстріл авіабази Меззех.

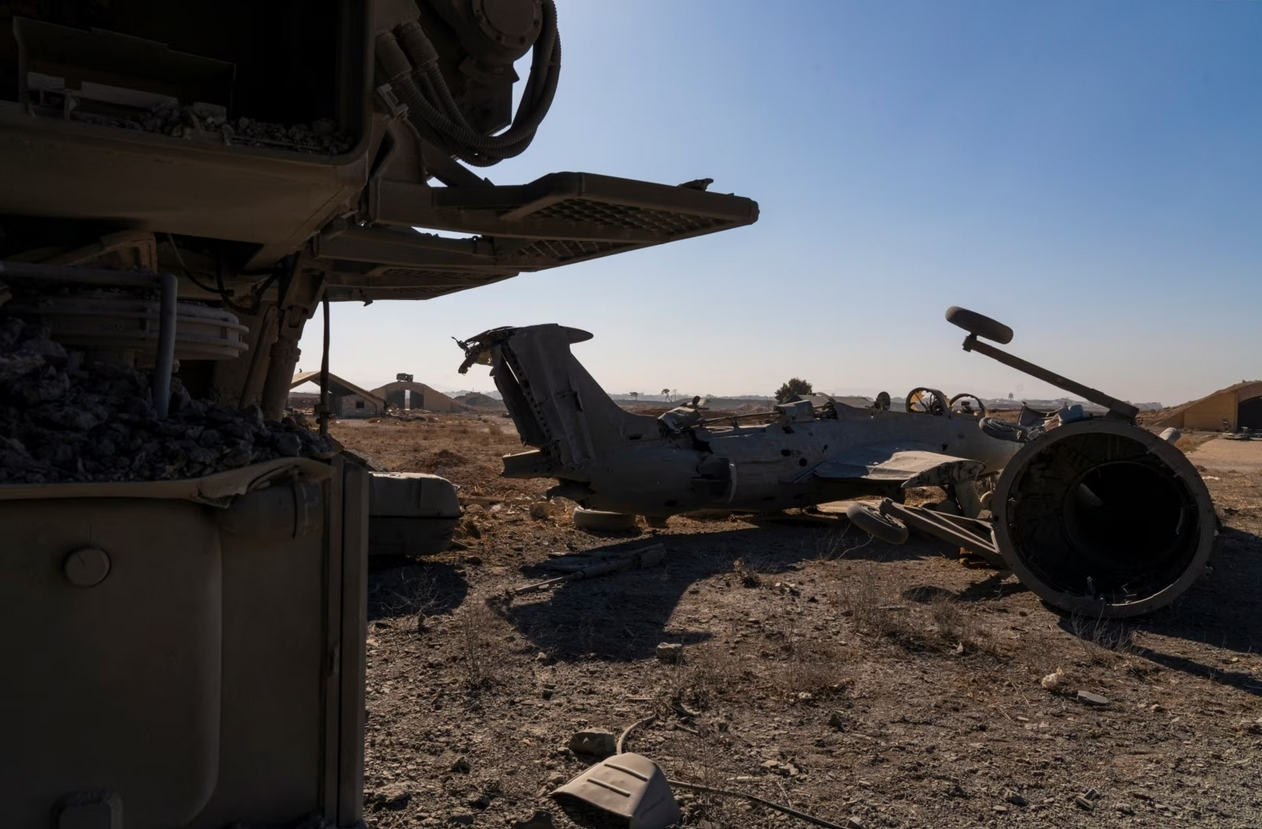
Сирійський військовий літак, знищений ізраїльськими авіаударами на авіабазі Меззех

Вранці 9 грудня 2024 року Ізраїль завдав кілька авіаударів по провінціях Дар'а і Ес-Сувейда на півдні Сирії. Повідомлялося про шість авіаударів по авіабазі на північ від Ес-Сувейди, а також про численні інші удари по складах боєприпасів у Наві та сільській місцевості Дар'а. До вечора ізраїльські ВПС і ВМС завдали ударів по військово-морських об'єктах в порту Латакія, а також по ймовірному центру виробництва хімічної зброї в Барзі та аеропорту Камішлі на півночі Сирії. Ці близько 200 авіаударів, в тому числі по Дамаску, Дараа, Латакії і Хамі, знищили десятки винищувачів і гелікоптерів на першому етапі і весь сирійський військово-морський флот на другому. Високопоставлений ізраїльський чиновник заявив, що авіаудари «триватимуть найближчими днями».
Вранці 10 грудня фотографії показали затоплені ракетні катери класу «Оса» в порту Латакії після нічних ізраїльських ударів . ЦАХАЛ оголосив, що його військово-повітряні сили і військово-морський флот завдали понад 480 ударів по Сирії протягом 48 годин, 350 з яких були спрямовані на аеродроми, зенітні батареї, ракети, безпілотники, винищувачі, танки і місця виробництва зброї, знищивши від 70% до 80% сирійського стратегічного озброєння. Пізніше було оголошено, що під час ударів по Мінет-ель-Бейді та Латакії було знищено 15 військово-морських кораблів.  В ніч на 16 грудня Ізраїль завдав ударів по радарах і системах ППО в Тартусі і Дамаску, причому по Тартусу були застосовані особливо важкі боєприпаси. За вісім днів після падіння уряду Асада Ізраїль завдав близько 600 ударів по Сирії.  Кореспондент «Аль-Джазіри» Ресул Сердар заявив, що «Ізраїль реалізує стратегію, спрямовану на зменшення потенціалу протиповітряної оборони цієї країни, а також її військово-повітряних сил». Високопоставлене джерело в ізраїльській службі безпеки назвало цю операцію «найбільшою повітряною операцією, проведеною ВПС Ізраїлю за всю його історію». Колишній командир повстанців заявив, що їм «знадобляться десятиліття, щоб відновити національну сирійську армію».
У повідомленні турецької газети стверджувалося, що Асад передав Ізраїлю інформацію про сирійські військові об'єкти в обмін на безпечний виїзд з країни.
29 грудня 11 людей, переважно цивільних, загинули в результаті, як вважають, ізраїльського авіаудару по колишньому складу зброї сирійської армії в Адрі, поблизу Дамаска.

## Реакція

### Воюючі сторони
- Ізраїль: Уряд Ізраїлю заявив, що проводить тимчасову військову операцію[70], а Сполучені Штати були повідомлені до початку операції, і що Держава Ізраїль «не втручається у внутрішній конфлікт всередині Сирії»[71]. В ЦАХАЛі також прокоментували, що вони «можуть залишитися там в осяжному майбутньому»[72]. Яїр Лапід, лідер опозиції, підтримав операцію, але розкритикував керівництво Нетаньяху, заявивши: «Я б не поїхав на кордон, щоб робити провокаційні заяви для преси і втягувати нас у конфлікт з новим сирійським урядом»[73].

- Сирія: Сирійський де-факто лідер Ахмед аль-Шараа заявив, що вони дотримаються угоди 1974 року і що вони не хочуть конфлікту з Ізраїлем чи будь-якою іншою країною. Він також заявив, що вони не дозволять використати Сирію для нападу на інші країни, такі як Ізраїль[74]. Посол Сирії в ООН Кусай ад-Даххак закликав Раду Безпеки ООН змусити Ізраїль негайно припинити свої атаки і відступити до «пурпурової лінії» (лінії припинення вогню)[75]. Аль-Шараа розкритикував дії Ізраїлю, заявивши, що вони не можуть виправдати його нещодавні дії в Сирії, але також заявив, що його країна не може бути втягнута в новий конфлікт[76].

### Міжнародна
- Ліга арабських держав: Ліга арабських держав засудила «спроби розширити окупацію на Голанських висотах або в односторонньому порядку анулювати угоду про роз'єднання 1974 року - дії, які грубо порушують міжнародне право»[77].
- Єгипет: Єгипет засудив Ізраїль за «використання нинішньої нестабільності в Сирії для розширення своєї окупації і нав'язування нового доконаного факту, що є явним порушенням міжнародного права»[78].
- Франція: Міністерство закордонних справ попросило Ізраїль «вивести війська із зони і поважати суверенітет і територіальну цілісність Сирії», охарактеризувавши військове розгортання як порушення угоди 1974 року[79].
- Іран: Речник МЗС заявив, що «ця агресія є грубим порушенням Статуту Організації Об'єднаних Націй», та «вимагаємо негайної реакції Ради Безпеки ООН з метою припинення агресії та притягнення до відповідальності окупаційного режиму»[80][81].
- Ірак: Міністерство закордонних справ опублікувало заяву, в якій засудило ізраїльські атаки на Сирію як «дії, що є кричущим порушенням міжнародного права і відповідних міжнародних резолюцій», і закликало Раду Безпеки ООН «виконати свої обов'язки, засудивши цю кричущу агресію і вжити необхідних заходів, щоб покласти край цим порушенням».[82]
- Йорданія: Віцепрем'єр-міністр і міністр закордонних справ Айман Сафаді засудив цей крок, заявивши, що «він порушує міжнародне право»[83].
- Пакистан: Речник Міністерства закордонних справ заявив, що цей крок є серйозним порушенням міжнародного права і небезпечним розвитком подій в і без того нестабільному регіоні, а також висловив повну підтримку суверенітету і територіальної цілісності Сирії і закликав до негайних міжнародних дій, щоб покласти край порушенням з боку Ізраїлю[84][85].
- Катар: Катар засудив ізраїльське вторгнення, яке він вважає «небезпечним розвитком подій; кричущим нападом на суверенітет і єдність Сирії; та грубим порушенням міжнародного права»[86].
- Саудівська Аравія: Міністерство закордонних справ засудило дії Ізраїлю, заявивши, що вони «зруйнують шанс Сирії відновити свою безпеку»[87].
- Туреччина: Президент Реджеп Тайїп Ердоган заявив: «Я чітко заявляю, що шлях, на якому наполягає і якого вперто дотримується ізраїльський уряд, насправді не є істинним шляхом. Безпека не може бути досягнута шляхом пролиття більшої кількості крові, скидання більшої кількості бомб на невинне цивільне населення. Це стосується не лише Гази та Палестини, але й Сирії»[88]. Міністерство закордонних справ рішуче засудило входження Ізраїлю в буферну зону між Ізраїлем і Сирією та його просування на сирійську територію. У міністерстві також додали, що дії Ізраїлю демонструють «окупаційний менталітет», особливо в критичний момент, коли мир і стабільність у Сирії перебувають на шляху до встановлення миру. Туреччина підтвердила свою підтримку суверенітету, політичної єдності та територіальної цілісності Сирії[89].
- ООН: Речник Генерального секретаря Антоніу Гутерріша Стефан Дюжаррік заявив, що розширення Ізраїлем своєї окупації є порушенням угоди 1974 року[90]. Про це Дюжаррік заявив 10 грудня: «Ми проти такого роду атак. Я думаю, що це поворотний момент для Сирії. Він не повинен використовуватися сусідами для вторгнення на територію Сирії»[91].
- ОАЕ: Міністерство закордонних справ засудило окупацію Ізраїлем буферної зони[92][93].
- США:  Речник Державного департаменту США Метью Міллер заявив, що «кожна країна має право вживати заходів проти терористичних організацій, і кожна країна, я думаю, була б стурбована можливим вакуумом, який може бути заповнений терористичними організаціями на її кордоні», заявивши, що ізраїльське вторгнення «є тимчасовим заходом, який вони вжили у відповідь на дії сирійських військових з виведення військ з цього району»[94]. Державний секретар США Ентоні Блінкен заявив, що «заявлена мета цих дій ізраїльтян - спробувати переконатися, що військова техніка, яку залишила сирійська армія, не потрапить в погані руки - терористам, екстремістам і так далі. Але ми будемо говорити - ми вже говоримо - з Ізраїлем, ми говоримо з іншими, про те, що робити далі»[95].

## Аналітика
В інтерв'ю Al Jazeera English Роберт Гейст Пінфолд, викладач міжнародного миру і безпеки в Даремському університеті, зазначив: «Голанські висоти мають бути буферною зоною для захисту решти території Ізраїлю. Тож зараз Ізраїль, по суті, стверджує, що йому потрібна буферна зона, щоб захистити свою буферну зону, тобто захистити решту Ізраїлю, і ви маєте задатися питанням, де все це закінчиться». Жителі регіону висловлювали схожі коментарі, кажучи, що вони не впевнені, як довго Ізраїль залишиться, особливо якщо він планує утримувати кордони «силою». Інші погодилися, що майбутнє є невизначеним, оскільки ситуація «повністю змінилася». Колишній прем'єр-міністр Ізраїлю Егуд Ольмерт не погодився з цим, заявивши, що Ізраїль має «достатньо проблем, з якими потрібно мати справу», і поставив під сумнів ідею подальшого розширення буферної зони.